# Куп Македоније у фудбалу 2007/08.
Куп Македоније у фудбалу  у сезони 2007/08 одржава се шеснаести пут у организацији Фудбалског савеза Македоније.
У шеснаестини финала која је играно у среду, 19. септембра 2007. учествовала су 32 клуба, од тога 12 из Прве лиге Македоније, 12 из Друге лиге, и 8 клубова нижег ранга који су прошли предтакмичење.
Утакмице шеснаестине финала играју се по једноструком Куп систему.(једна утакмица)
Утакмице осмине финала, четвртфинала и полуфинала играју се по двеструком Куп систему (две утакмице).
Финална утакмица се игра по једноструком Куп систаму на Градском стадиону у Скопљу.
У случају нерешеног резултата код утакмица које се играју по једноструком Куп систему у шеснаестини финала, одмах се изводе једанаестерци, а код финалне утакмице прво се играју два породужетка по 15 минута, па ако резултат и после тога остане нерешен изводе се једанаестерци.
Победник на утакмицма осмине финала, четвртфинала и полуфинала је екипа која је на обе утакмице дала више голова. Ако су екипе постигле исти број голова победник је екипа која је дала више голова у гостима У случају да је на обе утакмице постигнут истоветан резултат, победник се добија извођењем једанаестераца.
Победник Купа се пласира у Прво коло квалификација за УЕФА куп 2008/09..

## Резултати

### Шеснаестина финала
29. септембар
| Утак. | Клуб, Место        | Резултат             | Клуб, Место                |
| 1     | Гостивар, Гостивар | 3 : 6                | Вардар, Скопље             |
| 2.    | Новаци             | 0 : 0 (3 : 4) пенали | Тетекс, Тетово             |
| 3.    | Нов Милениум       | 1 : 1 (5 : 3) пенали | Турново, Турново           |
| 4.    | Филип Други        | 0 : 0 (4 : 5) пенали | Напредок, Кичево           |
| 5.    | Вардар, Неготино   | 10 : 3               | Влазрими, Кичево           |
| 6.    | Арсими             | 0 : 4                | Македонија ЂП, Скопље      |
| 7.    | Дрита              | 0 : 1                | ФК Скопље Скопље           |
| 8.    | Илинден, Скопље    | 0 : 0 (5 : 4) пенали | Победа, Прилеп             |
| 9.    | Металург, Скопље   | 0 : 4                | Силекс, Кратово            |
| 10.   | Победа, Валандово  | 0 : 1                | Брегалница, Штип           |
| 11.   | Превалец,          | 0 : 6                | Пелистер, Битољ            |
| 12.   | Влазними, Струга   | 2 : 4                | Ренова, Џепчиште           |
| 13.   | Фортуна            | 0 : 1                | Шкендија 79, Тетово        |
| 14.   | Малеш              | 0 : 1                | Милано, Куманово           |
| 15.   | Кадно,             | 0 : 13               | Работнички Кометал, Скопље |
| 16.   | Братство           | 0 : 3 сл.            | Башкими, Куманово          |

## Осмина финала
Утакмице си игране 24. октобра и 7. новембра
| Утак. | Клуб, Место       | Укупан резултат | Клуб, Место                | 1. утак. 24. октобар | 2. утак. 7. новембар |
| 1     | Пелистер, Битољ   | 0 : 4           | Работнички Кометал, Скопље | 0 : 0                | 0: 4                 |
| 2.    | Башкими, Куманово | 3 : 6           | Македонија ЂП, Скопље      | 3 : 4                | 0 : 2                |
| 3.    | Илинден, Скопље   | 2 : 1           | Шкендија 79, Тетово        | 0 : 1                | 2 : 0                |
| 4.    | Милано, Куманово  | 5 : 0           | Брегалница, Штип           | 3 : 0                | 2 : 0                |
| 5.    | Вардар            | 3 : 7           | Нов Милениум               | 2 : 3                | 1 : 4                |
| 6.    | Тетекс, Тетово    | 0 : 4           | Вардар, Скопље             | 0 : 3                | 0 : 1                |
| 7.    | Ренова, Џепчиште  | 6 : 1           | Напредок, Кичево           | 5 : 1                | 1:1                  |
| 8.    | Силекс, Кратово   | 1 : 2           | ФК Скопље Скопље           | 0 : 1                | 1 : 1                |

## Четвртфинале
| Утак. | Клуб, Место                | Укупан резултат | Клуб, Место      | 1. утак. 28. новембар | 2. утак. 12. децембар |
| 1     | Македонија ЂП, Скопље      | 2 : 1           | ФК Скопље Скопље | 2 : 1                 | 0 : 0                 |
| 2.    | Работнички Кометал, Скопље | 2 : 1           | Вардар, Скопље   | 2 : 0                 | 0 : 1                 |
| 3.    | Нови Миленијум             | 3 : 0 сл.       | Илинден, Скопље  |                       |                       |
| 4.    | Милано, Куманово           | 4 : 2           | Ренова, Џепчиште | 2 : 0                 | 2 : 2                 |

## Полуфинале
Прве утакмице су игране 9. априла а реванши 7. маја
| Утак. | Клуб, Место                | Укупан резултат | Клуб, Место           | 1. утак. 9. април | 2. утак. 7. мај |
| 1     | Работнички Кометал, Скопље | 1 : 1           | Македонија ЂП, Скопље | 0 : 0             | 1 : 1           |
| 2.    | Милано, Куманово           | 6 : 1           | Нови Миленијум        | 4 : 0             | 2 : 1           |

## Финале
24. мај
|  | Клуб, Место                | Резултат | Клуб, Место      |
|  | Работнички Кометал, Скопље | 2 : 0    | Милано, Куманово |

| Освајач Купа Македоније 2007/08 |
| ------------------------------- |
| Работнички 1. Титула            |

## Резултати освајача купа у УЕФА купу 2008/09.
| Ранг              | Клуб              | Држава             | укупан рез.       | Држава             | Клуб              | 1. утак.          | 2. утак.          |
| УЕФА куп 2008/09. | УЕФА куп 2008/09. | УЕФА куп 2008/09.  | УЕФА куп 2008/09. | УЕФА куп 2008/09.  | УЕФА куп 2008/09. | УЕФА куп 2008/09. | УЕФА куп 2008/09. |
| ----------------- | ----------------- | ------------------ | ----------------- | ------------------ | ----------------- | ----------------- | ----------------- |
| Прво коло кв.     | Омонија           | Северна Македонија | 4 : 1             | Северна Македонија | Милано Куманово   | 2-0               | 2:1               |

- Пошто је Освајач купа Работнички победио и у првенству у УЕФА купу је играла екипа Милана Куманово, као финалиста Купа Македоније 2007/08.

1. ↑  Работнички Кометал се квалификовао по правилу гола постигнутог у гостима.